# Claire Carver-Dias
Claire Rhiannon Carver-Dias (ur. 19 maja 1977 w Burlington w kanadyjskiej prowincji Ontario) – kanadyjska pływaczka synchroniczna, brązowa medalistka olimpijska, dwukrotna medalistka mistrzostw świata, złota medalistka igrzysk Wspólnoty Narodów i igrzysk panamerykańskich.
W 2000 roku reprezentowała swój kraj na igrzyskach olimpijskich, w ich ramach wystąpiła w dwóch konkurencjach. W rywalizacji duetów razem z koleżanką z kadry Fanny Létourneau wywalczyła w finale 5. miejsce z wynikiem 95,984 pkt, w rywalizacji drużyn zaś uzyskała w finale wynik 97,357 pkt i zdobyła brązowy medal.
W latach 1998–2001 dwukrotnie startowała w mistrzostwach świata – na czempionacie w Fukuoce zdobyła dwa brązowe medale.
Była też zdobywczynią dwóch złotych medali igrzysk panamerykańskich w 1999 roku w konkurencji duetów i drużyn, natomiast w 2002 roku została dwukrotną złotą medalistką igrzysk Wspólnoty Narodów w konkurencji solistek oraz duetów.